# Пан (фамилия)
Пан — транснациональная фамилия.

Иероглиф клана Пан

- Китайская фамилия (клан) 龐 — букв. «большой». (вьет. Bàng)
- Две корейские фамилии Пан — 반 (潘) и Панъ — 방 (方, 房, 邦, 龐)
- Европейская фамилия.

## Известные Пан
- Пан Цин (кит. 龐清; р. 1979 год) — китайская фигуристка, выступающая в парном катании;
- Пан Цзюйши 龐居士 «Мирянин Пан» (740—808), чань — буддист, уроженец города Хэнъян провинции Хунань, порвавший вместе со своей семьей привязанность к дому и выбравший бедность и странствия ради поиска просветления сознания. В дзэнской литературе является образцом мирянина — буддиста.
- Пан Вэй — китайский стрелок из пистолета, член национальной сборной Китая.
- Пан Вэйго — китайский профессиональный снукерист с 1990-х по 2003 год.
- Пан Ги Мун — 8-й Генеральный секретарь ООН
- Пан Тун (кит. трад. 龐統, упр. 庞统, пиньинь páng tǒng; 179—214) — китайский государственный деятель, стратег и военный.
- Пан Тхэ Хён — корейский боец ММА.
- Пан Хак Се — министр внутренних дел КНДР в 1952—1960, основатель северокорейских органов госбезопасности.
- Пан Цзяин — китайская пловчиха.

### Другие
- Пан, Гермес (1909—1990) — американский хореограф и танцор.
- Пан, Люс — французский политик, депутат Национального собрания Франции.
- Пан, Никита (15??—1583) — волжский казацкий атаман.
- Пан, Яков Соломонович (литературный псевдоним И. Нечаев; 1906—1941) — советский прозаик, писатель-фантаст, журналист, популяризатор науки.
- Пан Косматос, Джордж — американский кинорежиссёр итало-греческого происхождения.